# Айсин, Альсен
Альсен Айсин (каз. Әлсен Айсин; 1922 год, Чистяковка — 1980 год, Аккудук) — колхозник, старший скотник совхоза «Алаботинский» Чкаловского района Кокчетавской области, Казахская ССР. Герой Социалистического Труда (1966).

## Биография
После начала Великой Отечественной войны был призван на фронт.
После демобилизации в 1945 году возвратился в родное село, где работал бухгалтером, скотником и заведующим фермой в колхозе «Чистяковка» Чкаловского района (после преобразования — совхоз «Алаботинский»).
С 1952 трудился скотником совхоза «Алаботинский». В 1957 году был назначен старшим скотником этого же совхоза. За выдающиеся трудовые достижения был удостоен в 1966 году звания Героя Социалистического Труда.
Скончался в 1980 году в селе Аккудук, похоронен на местном сельском кладбище.

## Награды
- Герой Социалистического Труда — указом Президиума Верховного Совета СССР 22 марта 1966 года
- Орден Ленина